# Rosso metile
Il rosso metile è un indicatore di pH.
A temperatura ambiente si presenta come un solido rosso-violetto dall'odore tenue. In soluzione idroalcolica possiede un intervallo di viraggio a pH 4,2 - 6,3  con variazione di colore dal rosso (in forma acida protonata) al giallo (in forma ionica deprotonata).
In combinazione con il blu di metilene viene utilizzato per l'indicatore di Tashiro.